# Campeonato Europeo de Natación en Piscina Corta de 2013

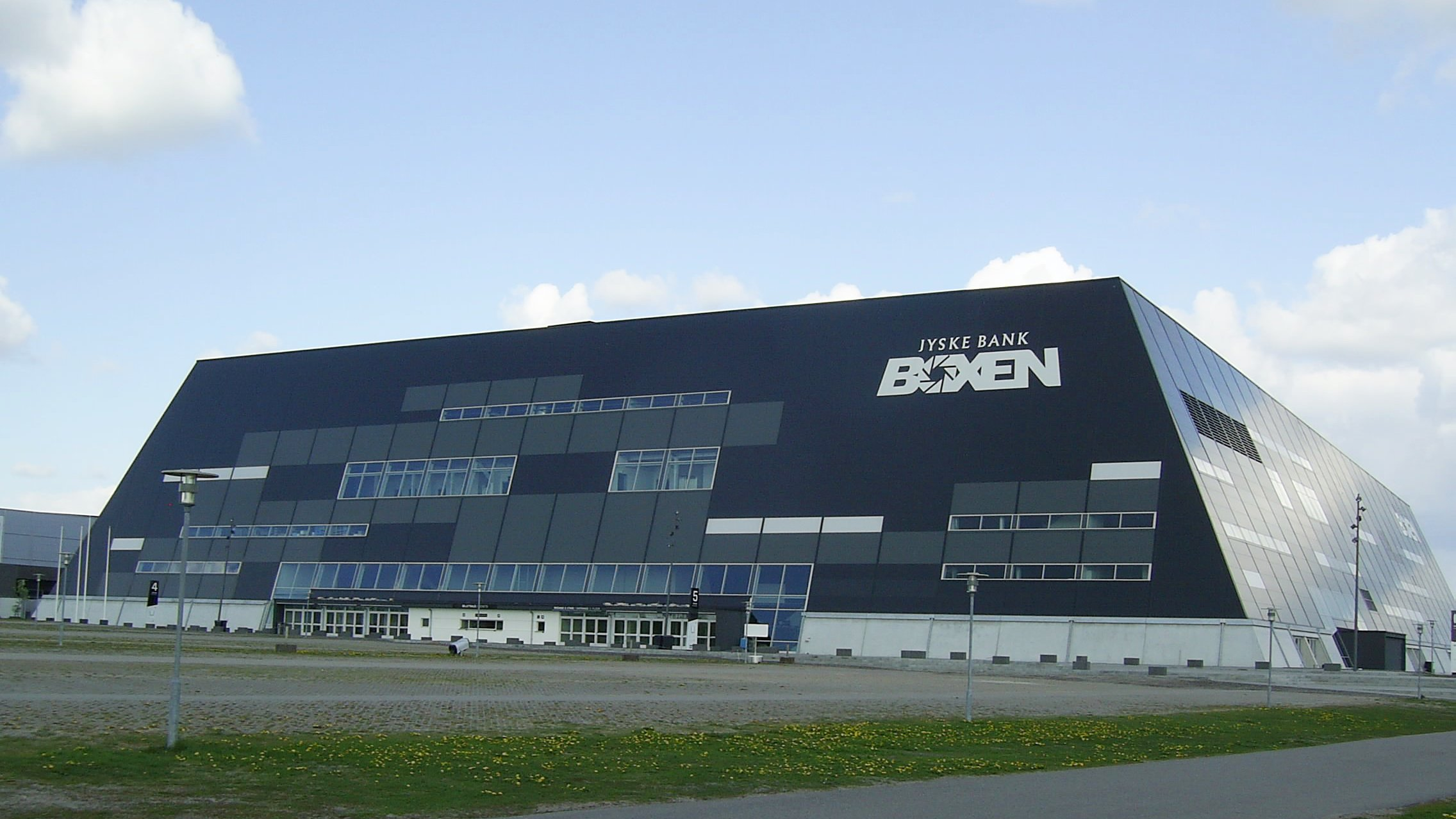
Recinto donde se celebró el XVII Campeonato Europeo de Natación en Piscina Corta

El XVII Campeonato Europeo de Natación en Piscina Corta se celebró en Herning (Dinamarca) entre el 12 y el 15 de diciembre de 2013 bajo la organización de la Liga Europea de Natación (LEN) y la Federación Danesa de Natación.
Las competiciones se realizaron en una piscina temporal construida en el pabellón Jyske Bank Boxen de la ciudad danesa.

## Resultados

### Masculino
| Evento                   | Oro                                                                                        | Plata                                                                                  | Bronce                                                                                         |
| ------------------------ | ------------------------------------------------------------------------------------------ | -------------------------------------------------------------------------------------- | ---------------------------------------------------------------------------------------------- |
| 50 m libre (12.12)       | Vladimir Morozov · Rusia · 20,77                                                           | Marco Orsi · Italia · 21,00                                                            | Andri Hovorov · Ucrania · 21,17                                                                |
| 100 m libre (14.12)      | Vladimir Morozov · Rusia · 45,96                                                           | Danila Izotov · Rusia · 46,41                                                          | Marco Orsi · Italia · 46,49                                                                    |
| 200 m libre (15.12)      | Danila Izotov · Rusia · 1:41,70                                                            | Nikita Lobintsev · Rusia · 1:42,50                                                     | Filippo Magnini · Italia · Dominik Kozma · Hungría · 1:42,75                                   |
| 400 m libre (12.12)      | Nikita Lobintsev · Rusia · 3:39,47                                                         | Andrea D'Arrigo · Italia · 3:40,54                                                     | Velimir Stjepanović Serbia 3:40,91                                                             |
| 1500 m libre (14.12)     | Gergely Gyurta · Hungría · 14:30,26                                                        | Pál Joensen Islas Feroe 14:35,99                                                       | Gabriele Detti · Italia · 14:36,43                                                             |
| 50 m espalda (13.12)     | Jérémy Stravius Francia 23,19                                                              | Christian Diener · Alemania · 23,38                                                    | Pavel Sankovich · Bielorrusia · 23,45                                                          |
| 100 m espalda (15.12)    | Jérémy Stravius Francia 49,74                                                              | Vitali Melnikov · Rusia · 50,05                                                        | Camille Lacourt Francia Christopher Walker-Hebborn Reino Unido 50,44                           |
| 200 m espalda (12.12)    | Radosław Kawęcki · Polonia · 1:49,42                                                       | Péter Bernek · Hungría · 1:50,43                                                       | Christian Diener · Alemania · 1:51,40                                                          |
| 50 m braza (14.12)       | Damir Dugonjič Eslovenia 26,21                                                             | Giacomo Perez-Dortona Francia 26,55                                                    | Barry Murphy Irlanda 26,56                                                                     |
| 100 m braza (13.12)      | Dániel Gyurta · Hungría · 57,08                                                            | Marco Koch · Alemania · 57,14                                                          | Damir Dugonjič Eslovenia 57,24                                                                 |
| 200 m braza (15.12)      | Dániel Gyurta · Hungría · 2:00,72                                                          | Michael Jamieson Reino Unido 2:01,43                                                   | Marco Koch · Alemania · 2:01,62                                                                |
| 50 m mariposa (15.12)    | Andri Govorov · Ucrania · 22,36                                                            | Steffen Deibler · Alemania · 22,41                                                     | Yauhen Tsurkin · Bielorrusia · 22,45                                                           |
| 100 m mariposa (13.12)   | Yevgueni Korotyshkin · Rusia · 49,68                                                       | Jérémy Stravius Francia 50,09                                                          | Steffen Deibler · Alemania · 50,23                                                             |
| 200 m mariposa (14.12)   | Velimir Stjepanović Serbia 1:51,27                                                         | Paweł Korzeniowski · Polonia · 1:51,36                                                 | Nikolai Skvortsov · Rusia · 1:51,62                                                            |
| 100 m estilos (15.12)    | Vladimir Morozov · Rusia · 51,20                                                           | Serguei Fesikov · Rusia · 52,23                                                        | Stefano Pizzamiglio · Italia · 52,81                                                           |
| 200 m estilos (12.12)    | Philip Heintz · Alemania · 1:53,90                                                         | Simon Sjödin · Suecia · 1:54,28                                                        | Diogo Filipe Carvalho Portugal 1:54,89                                                         |
| 400 m estilos (13.12)    | Dávid Verrasztó · Hungría · 4:03,48                                                        | Gal Nevo Israel 4:03,50                                                                | Federico Turrini · Italia · 4:03,94                                                            |
| 4 × 50 m libre (15.12)   | Rusia · Vladimir Morozov · Serguei Fesikov · Yevgueni Lagunov · Nikita Konovalov · 1:23,36 | Italia · Luca Dotto · Federico Bocchia · Filippo Magnini · Marco Orsi · 1:24,37        | Bélgica · Jasper Aerents · Pieter Timmers · François Heersbrandt · Yoris Grandjean · 1:24,86   |
| 4 × 50 m estilos (12.12) | Rusia · Vitali Melnikov · Oleg Kostin · Nikita Konovalov · Vladimir Morozov · 1:32,28      | Italia · Stefano Pizzamiglio · Francesco Di Lecce · Piero Codia · Marco Orsi · 1:32,83 | Alemania · Christian Diener · Hendrik Feldwehr · Steffen Deibler · Maximilian Oswald · 1:33,06 |

### Femenino
| Evento                   | Oro                                                                                 | Plata                                                                                    | Bronce                                                                                                 |
| ------------------------ | ----------------------------------------------------------------------------------- | ---------------------------------------------------------------------------------------- | --- |
| 50 m libre (15.12)       | Ranomi Kromowidjojo · Países Bajos · 23,26                                          | Sarah Sjöström · Suecia · 23,79                                                          | Aliaxandra Herasimenia · Bielorrusia · 23,83                                                           |
| 100 m libre (13.12)      | Ranomi Kromowidjojo · Países Bajos · 51,78                                          | Sarah Sjöström · Suecia · 51,99                                                          | Aliaxandra Herasimenia · Bielorrusia · 52,34                                                           |
| 200 m libre (15.12)      | Federica Pellegrini · Italia · 1:52,80                                              | Charlotte Bonnet Francia 1:53,26                                                         | Veronika Popova · Rusia · 1:53,62                                                                      |
| 400 m libre (14.12)      | Mireia Belmonte García · España · 3:56,14                                           | Lotte Friis Dinamarca 3:58,35                                                            | Federica Pellegrini · Italia · 3:58,90                                                                 |
| 800 m libre (13.12)      | Mireia Belmonte García · España · 8:05,18                                           | Lotte Friis Dinamarca 8:08,68                                                            | Sharon van Rouwendaal · Países Bajos · 8:14,24                                                         |
| 50 m espalda (14.12)     | Simona Baumrtová · República Checa · 26,26                                          | Aleksandra Urbańczyk · Polonia · 26,31                                                   | Michelle Coleman · Suecia · 26,67                                                                      |
| 100 m espalda (13.12)    | Mie Nielsen Dinamarca 55,99                                                         | Simona Baumrtová · República Checa · 56,28                                               | Daryna Zevina · Ucrania · 56,94                                                                        |
| 200 m espalda (15.12)    | Daryna Zevina · Ucrania · 2:02,20                                                   | Simona Baumrtová · República Checa · 2:03,06                                             | Katinka Hosszú · Hungría · 2:03,81                                                                     |
| 50 m braza (12.12)       | Rūta Meilutytė · Lituania · 29,10                                                   | Moniek Nijhuis · Países Bajos · 29,79                                                    | Jennie Johansson · Suecia · 29,80                                                                      |
| 100 m braza (15.12)      | Rūta Meilutytė · Lituania · 1:02,92                                                 | Rikke Møller Pedersen Dinamarca 1:04,39                                                  | Jennie Johansson · Suecia · 1:05,13                                                                    |
| 200 m braza (13.12)      | Rikke Møller Pedersen Dinamarca 2:15,21                                             | Vitalina Simonova · Rusia · 2:18,88                                                      | Giulia De Ascentis · Italia · 2:20,93                                                                  |
| 50 m mariposa (13.12)    | Sarah Sjöström · Suecia · 24,90                                                     | Jeanette Ottesen Dinamarca 25,03                                                         | Inge Dekker · Países Bajos · 25,29                                                                     |
| 100 m mariposa (15.12)   | Sarah Sjöström · Suecia · 55,70                                                     | Jemma Lowe Reino Unido 56,32                                                             | Jeanette Ottesen Dinamarca 56,42                                                                       |
| 200 m mariposa (12.12)   | Mireia Belmonte García · España · 2:01,52                                           | Franziska Hentke · Alemania · 2:03,47                                                    | Jemma Lowe Reino Unido 2:04,51                                                                         |
| 100 m estilos (14.12)    | Rūta Meilutytė · Lituania · 57,68                                                   | Katinka Hosszú · Hungría · 57,96                                                         | Siobhan-Marie O'Connor Reino Unido 1:58,26                                                             |
| 200 m estilos (12.12)    | Katinka Hosszú · Hungría · 2:04,33                                                  | Siobhan-Marie O'Connor Reino Unido 2:06,73                                               | Sophie Allen Reino Unido 2:06,86                                                                       |
| 400 m estilos (15.12)    | Mireia Belmonte García · España · 4:21,23                                           | Katinka Hosszú · Hungría · 4:24,69                                                       | Aimee Willmott Reino Unido 4:25,37                                                                     |
| 4 × 50 m libre (12.12)   | Dinamarca Pernille Blume Jeanette Ottesen Kelly Rasmussen Mie Nielsen 1:37,04       | Suecia · Michelle Coleman · Sarah Sjöström · Louise Hansson · Magdalena Kuras · 1:37,08  | Rusia · Rozaliya Nasretdinova · Veronika Popova · Yelizaveta Bazarova · Svetlana Kniaguinina · 1:37,13 |
| 4 × 50 m estilos (15.12) | Dinamarca Mie Nielsen Rikke Møller Pedersen Jeanette Ottesen Pernille Blume 1:44,81 | Suecia · Michelle Coleman · Jennie Johansson · Sarah Sjöström · Louise Hansson · 1:46,08 | Reino Unido Francesca Halsall Sophie Allen Jemma Lowe Siobhan-Marie O'Connor 1:46,56                   |

- RM – Récord mundial.

### Mixto
| Evento                   | Oro                                                                                            | Plata                                                                                       | Bronce                                                                                            |
| ------------------------ | ---------------------------------------------------------------------------------------------- | ------------------------------------------------------------------------------------------- | ------------------------------------------------------------------------------------------------- |
| 4 × 50 m libre (14.12)   | Rusia · Serguei Fesikov · Vladimir Morozov · Rozaliya Nasretdinova · Veronika Popova · 1:29,53 | Italia · Luca Dotto · Marco Orsi · Silvia Di Pietro · Erika Ferraioli · 1:30,26             | Países Bajos · Inge Dekker · Joost Reijns · Sebastiaan Verschuren · Ranomi Kromowidjojo · 1:30,62 |
| 4 × 50 m estilos (13.12) | Alemania · Christian Diener · Caroline Ruhnau · Steffen Deibler · Dorothea Brandt · 1:39,32    | República Checa · Simona Baumrtová · Petr Bartůněk · Lucie Svěcená · Tomáš Plevko · 1:39,54 | Italia · Niccolò Bonacchi · Francesco Di Lecce · Ilaria Bianchi · Erika Ferraioli · 1:39,68       |

1. ↑  La medallista de oro, la rusa Yuliya Yefimova, fue descalificada por dopaje.[2]
2. ↑  La medallista de plata, la rusa Yuliya Yefimova, fue descalificada por dopaje.[2]
3. ↑  La medallista de oro, la rusa Yuliya Yefimova, fue descalificada por dopaje.[2]
4. ↑  El relevo ganador de la madalla de oro (conformado por Dariya Ustinova, Yuliya Yefimova, Svetlana Chimrova y Rozaliya Nasretdinova) fue descalificado por dopaje de Yuliya Yefimova.[2]
5. ↑  El relevo ganador de la madalla de oro (conformado por Vitali Melnikov, Yuliya Yefimova, Svetlana Chimrova y Vladimir Morozov) fue descalificado por dopaje de Yuliya Yefimova.[2]

## Medallero
| Núm. | País            | Oro | Plata | Bronce | Total |
| ---- | --------------- | --- | ----- | ------ | ----- |
| 1    | Rusia           | 9   | 5     | 3      | 17    |
| 2    | Hungría         | 5   | 3     | 2      | 10    |
| 3    | Dinamarca       | 4   | 4     | 1      | 9     |
| 4    | España          | 4   | 0     | 0      | 4     |
| 5    | Lituania        | 3   | 0     | 0      | 3     |
| 6    | Suecia          | 2   | 5     | 3      | 10    |
| 7    | Alemania        | 2   | 4     | 4      | 10    |
| 8    | Francia         | 2   | 3     | 1      | 6     |
| 9    | Países Bajos    | 2   | 1     | 3      | 6     |
| 10   | Ucrania         | 2   | 0     | 2      | 4     |
| 11   | Italia          | 1   | 5     | 8      | 14    |
| 12   | República Checa | 1   | 3     | 0      | 4     |
| 13   | Polonia         | 1   | 2     | 0      | 3     |
| 14   | Eslovenia       | 1   | 0     | 1      | 2     |
| 14   | Serbia          | 1   | 0     | 1      | 2     |
| 16   | Reino Unido     | 0   | 3     | 6      | 9     |
| 17   | Israel          | 0   | 1     | 0      | 1     |
| 17   | Islas Feroe     | 0   | 1     | 0      | 1     |
| 19   | Bielorrusia     | 0   | 0     | 4      | 4     |
| 20   | Bélgica         | 0   | 0     | 1      | 1     |
| 20   | Irlanda         | 0   | 0     | 1      | 1     |
| 20   | Portugal        | 0   | 0     | 1      | 1     |
|      | TOTAL           | 40  | 40    | 42     | 122   |